# Vallée du Sitatunga
La vallée du Sitatunga est une réserve naturelle communautaire située dans une zone humide au sud du Bénin. Elle dispose d'un écosystème floristique muni d'un refuge animalier et de cours d'eau qui accueille des touristes béninois aussi bien que des étrangers.

## Historique
La vallée du Sitatunga est une initiative du centre régional de recherche et d’éducation pour un développement intégré (CREDI-ONG). Elle doit son nom à la présence de l'antilope aquatique, le sitatunga, espèce inscrite sur la liste rouge de l’IUCN. En 2009, un musée vert y est créé et devient, en 2016, le refuge animalier de la vallée du Sitatunga. Initialement limité à l'arrondissement de Zinvié dans la commune d'Abomey-Calavi, le parc est étendu à Sô-Ava en 2015 et à Zè en 2018.

## Géographie

### Situation
Avec une  superficie d'environ 67 000 hectares, la vallée du Sitatunga traverse  une partie des communes d'Abomey-Calavi, de Sô-Ava et de Zè dans le département de l'Atlantique au sud Bénin,

### Flore
Elle est dotée d'une forêt humide étendue sur plus de 5 000 ha  constituée de bas-fonds et de plaines inondables.

### Faune

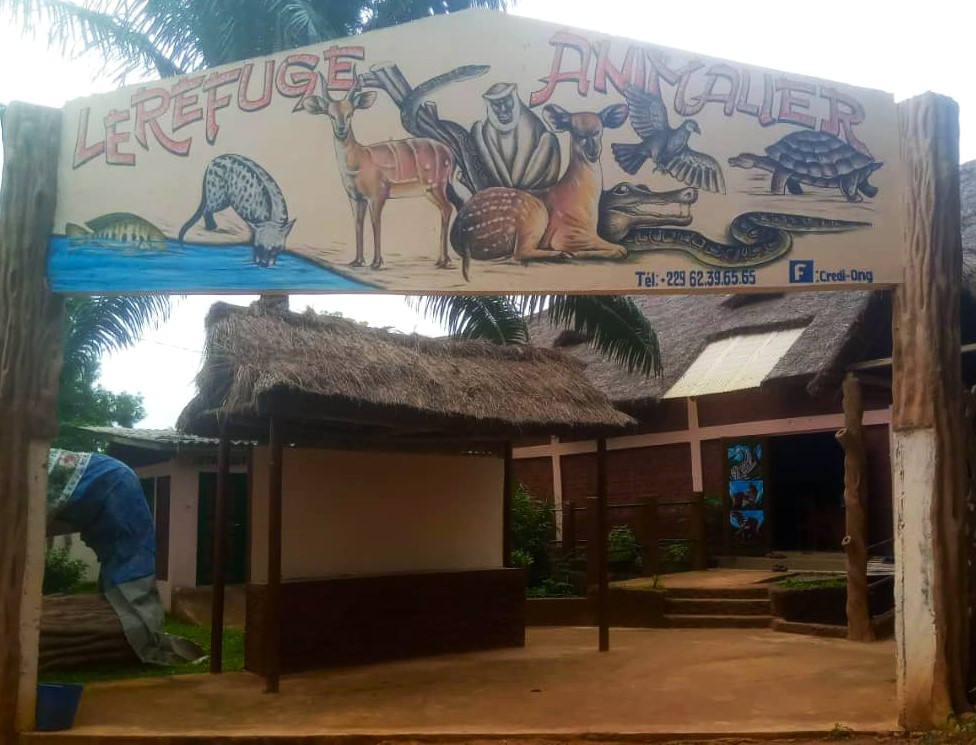
L'entrée du Refuge animalier du Sitatunga.

Elle abrite un parc animalier composé d'une variété d'animaux menacés de disparition. On y retrouve l'antilope aquatique Sitatunga, dont le nom est donné au parc, le python de seba (le plus grand serpent d'Afrique), des crocodiles, des varans, des singes, des tortures, de nombreuses espèces d'oiseaux rares…

## Tourisme
Le Refuge animalier de la Vallée du Sitatunga accueille chaque année un flux touristique de milliers de visiteurs, des écoliers, élèves et étudiants.     
La vallée est entre autres attractive de ses marécages d'eau sur près de 700 km². Un circuit est défini pour des escapades sur l'eau dans le village de Kpotomey à Zinvié, siège administratif  des activités de la vallée.    

## Protection de la vallée du Sitatunga
Depuis plusieurs années, le Centre Régional de Recherche et d'Education pour un Developpement Intégré œuvre pour la préservation de la biodiversité de cette vallée. Face aux menaces des activités anthropiques sur les marais et autres milieux naturels, les autorités y ont instauré, en août 2021, une gouvernance intercommunautaire...